# Kadnikov
Kadnikov (en russe : Кадников) est une ville de l'oblast de Vologda, en Russie, dans le raïon de Sokol. Sa population s'élevait à 4 764 habitants en 2013.

## Géographie
Kadnikov est située au bord de la rivière Sodima, à 43 km au nord-est de Vologda et à 13 km au nord-est de Sokol.

## Histoire
L'histoire de la ville remonte à 1492, lorsqu'un poste de patrouille fut créé pour protéger la route commerciale se dirigeant vers le nord à partir de Moscou. Le village de Kadnikovskaïa (Кадниковская) devint progressivement la plus grande localité du district et reçut le statut de ville en 1780.

## Population
Recensements (*) ou estimations de la population
| 1856  | 1897* | 1926* | 1939* | 1959* | 1970* |
| ----- | ----- | ----- | ----- | ----- | ----- |
| 2 200 | 2 406 | 2 304 | 3 200 | 3 193 | 3 533 |

| 1979* | 1989* | 2002* | 2010* | 2012  | 2013  |
| ----- | ----- | ----- | ----- | ----- | ----- |
| 5 338 | 5 312 | 5 362 | 4 796 | 4 771 | 4 764 |